# Xã Nevada, Quận Ness, Kansas
Xã Nevada (tiếng Anh: Nevada Township) là một xã thuộc quận Ness, tiểu bang Kansas, Hoa Kỳ. Năm 2010, dân số của xã này là 415 người.